# Peugeot J9
L'utilitaire J9 est une camionnette fabriquée par Peugeot, camionnette qui a succédé au J7 à partir de janvier 1981. Le J9 est le dernier fourgon français à cabine avancée (la cabine est au-dessus du moteur).

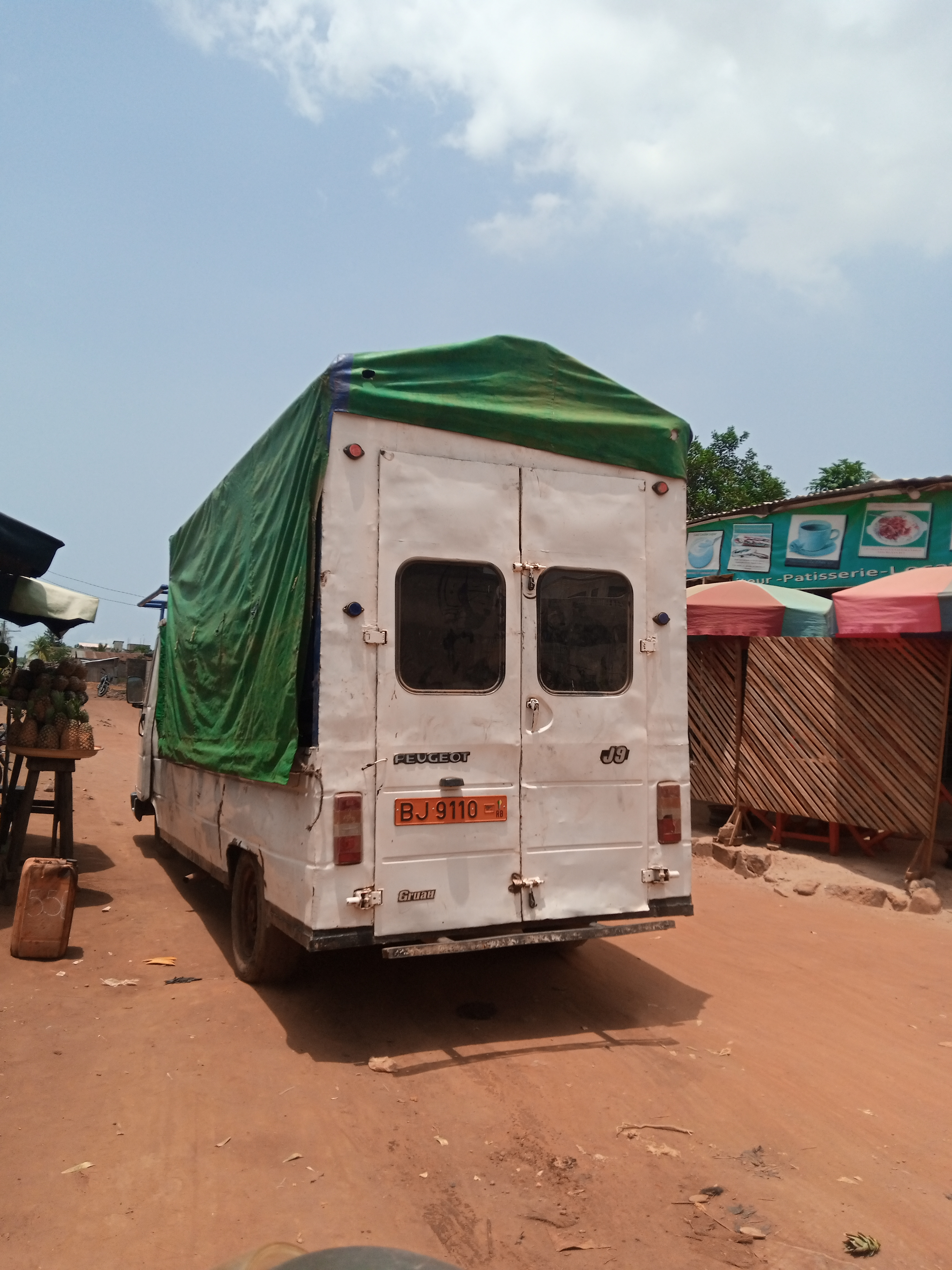
Arrière d'un J9 au Bénin.

La carrosserie qui reprend celle du J7 est modernisée : pare-chocs noirs avec marchepieds intégrés à l'avant, feux arrière agrandis, porte latérale coulissante élargie et toit modifié. Le J9 était livré en plusieurs hauteurs et longueurs avec des P.T.A.C. allant de 3,1 à 3,5 tonnes. Comme sur les derniers J7, la cabine confort optionnelle propose un siège conducteur galbé réglable en inclinaison avec un appuie-tête.    
Au lancement, quatre moteurs étaient disponibles : essence 1 618 cm3 ou 1 971 cm3 et Diesel 2 112 cm3 ou 2 304 cm3. Ils proviennent de la 504. La boîte de vitesses est dérivée de celle du J7 mais les démultiplications plus longues abaissent la consommation pour un usage routier. Le freinage est assuré par deux disques à l'avant et deux tambours à l'arrière.
Pour 1984, le combiné est agrandi et la direction à vis et galet devient assistée en option. Pour 1987, une boîte à cinq rapports est proposée en série. Pour préserver les performances, les variantes châssis-cabine et car rallongé ont un rapport de pont raccourci (modification du nombre de dents des pignons coniques entre le moteur et l'essieu pour que les roues tournent moins vite). Côté équipement, la planche de bord est renouvelée. Sur les derniers J9, le moteur Diesel de 2 498 cm3 issu de la 505 se généralise et un pare-chocs tubulaire supplémentaire apparaît à l'arrière.  
Bien après l'arrêt de la fabrication en France, le J9 est fabriqué sous licence en Turquie chez Karsan en version minibus. La version restylée a reçu une nouvelle calandre avec des projecteurs rectangulaires sous l'appellation Karsan J10. 
En 1991, le successeur du J9 sera le J5 en versions à tonnage augmenté et lui même aura pour successeur à partir de 1994, le Boxer. 